# Verordnung über Vergünstigungen für Kriegsbeschädigte im öffentlichen Personenverkehr
Die Verordnung über Vergünstigungen für Kriegsbeschädigte im öffentlichen Personenverkehr wurde zum Jahresbeginn 1944 von dem Reichswirtschaftsminister Hermann Göring „in Würdigung der großen Opfer, die die Kriegsbeschädigten für Volk und Reich dargebracht haben“, erlassen. Die Verordnung wurde durch die nur wenige Tage später folgenden Durchführungsbestimmungen vom 19. Januar 1944 erheblich ausgedehnt, unter anderem hinsichtlich des Kreises der Anspruchsberechtigten, des Verfahrens zur Ausstellung des amtlichen Ausweises und dem Umfang der unentgeltlichen Beförderung.
Kriegsbeschädigte, die mindestens eine Minderung der Erwerbsfähigkeit (MdE) von 70 % aufwiesen oder Anspruch auf Versehrtengeld der Stufe III nach dem Wehrmachtfürsorge- und -versorgungsgesetz hatten, erhielten einen amtlichen Ausweis, der zur unentgeltlichen Beförderung in allen Straßenbahnen, Bussen im Orts- und Nachbarortsverkehr (keine Überlandbusse), Fähren im Binnen- und Küstenverkehr sowie den S-Bahnen in Berlin und Hamburg berechtigte. Bestimmte Beschädigte nach anderen Vorschriften waren den Kriegsbeschädigten gleichgestellt. Bedurfte der Kriegsbeschädigte aufgrund seiner Schädigung einer ständigen Begleitung, konnte auch eine Begleitperson oder ein Hund die unentgeltliche Beförderung in Anspruch nehmen.
Die Verordnung wurde in der Bundesrepublik Deutschland zum 1. Januar 1966 aufgehoben und durch die geltenden Vorschriften zur unentgeltlichen Beförderung behinderter Menschen abgelöst. In Österreich gilt die Verordnung noch weiterhin, da das Land zum Zeitpunkt des Erlasses Teil des Deutschen Reichs war und die Verordnung dort niemals aufgehoben wurde. Kriegsbeschädigte in Österreich kommen somit nach wie vor in den Genuss der unentgeltlichen Beförderung, die ansonsten nicht existiert. Pläne aus dem Jahr 1999, die Vorschrift zu streichen, mussten aufgrund des großen Protestes von Kriegsversehrtenverbänden fallengelassen werden.